# 霍森斯联合俱乐部
霍森斯联合俱乐部（丹麥語：AC Horsens）为丹麦霍森斯市的一个足球俱乐部，現時參加丹麦足球甲级联赛。

## 荣誉
- 丹麥盃:
  - 亚军(1): 2011–12

## 外部連結
- 官方网站  （丹麦文）